# Стара школа у Крагујевцу - задужбина Милована Гушића
Стара школа у Крагујевцу - задужбина Милована Гушића, (1822—1891) крагујевачког трговца, добротвора и задужбинара, пешадијског капетана, подигнута је 1893. године и представља непокретно културно добро као споменик културе.
Зграда Старе школе је подигнута као задужбина Милована Гушића, у стилу грађанске архитектуре. Зграда је подигнута као варошка школа, у којој функцији је и данас. Правоугаоног је облика са главним средишњим порталом у облику пасажа.
Зграда је правоугаоног облика са централним улазом који је решен у облику пасажа, кроз који се улази и са леве и десне стране се иде даље ка просторијама. Зграда је приземна, рађена у духу градске архитектуре са краја 19. века.